# Mare de Déu de l'Esperança del Castellet
La Mare de Déu de l'Esperança del Castellet és l'església romànica del veïnat del Castellet, en el terme actual de Tremp, dins de l'antic terme d'Espluga de Serra.
La primitiva església del Castellet fou la de Sant Feliu del Castellet, que fou abandonada en un temps indeterminat. La de la Mare de Déu de l'Esperança la substituí en el seu paper.
És una església d'una nau, coberta amb volta de canó semicircular, amb un arc toral que parteix la nau en dues meitats. L'absis semicircular, a llevant, s'obre directament a la nau, sense arc de transició. La nau conté unes capelles també cobertes amb volta de canó, però clarament més tardanes, com també ho és la sagristia.
La porta, a la façana de ponent, acaba amb un arc de mig punt fet amb dovelles. Al damunt seu hi ha una finestra d'una esqueixada. Al damunt, encara, un campanar d'espadanya de dos pisos, amb dos ulls a l'inferior i un de sol al superior, molt esvelt.
L'aparell constructiu és de carreus irregulars, però la bona factura de la construcció fa pensar en una obra tardana, del segle xii o potser fins i tot del xiii.